# Amerikanska mästerskapet i bandy
Amerikanska mästerskapet i bandy är toppserien i den amerikanska bandyns seriepyramid. Mästerskapstrofén heter Gunnar Cup, och har fått sitt namn efter Gunnar Fast, en svensk armékapten som introducerade bandyn i Förenta Staterna kring 1980.

## Klubbar
Säsongen 2014/2015:
- Dinkytown Dukes
- Dynamo Duluth
- Mississippi Mojo
- Minneapolis Bandolier
- Minnesota Blades
- Twin City Ice Tigers

## Gunnar Cup
- 1981 - Minneapolis Bandolier
- 1982 - Minneapolis Bandolier
- 1983 - Minneapolis Bandolier
- 1984 - Bagheera Blades
- 1985 - Bagheera Blades
- 1986 - Jesco
- 1987 - Slice On Ice
- 1988 - Slice on Ice
- 1989 - TC Rats
- 1990 - Minnesota Reindeer
- 1991 - Minnesota Reindeer
- 1992 - Parkwood
- 1993 - Minnesota Reindeer
- 1994 - Minnetonka Dynamo
- 1995 - Minnesota Reindeer
- 1996 - Sirius Minnesota BK
- 1997 - Sirius Minnesota BK
- 1998 - Minnetonka Dynamo
- 1999 - Amur Tigers
- 2000 - Minnetonka Dynamo
- 2001 - Minneapolis Bandolier
- 2002 - Minneapolis Bandolier
- 2003 - Amur Tigers
- 2004 - Minnesota Blades
- 2005 - Minnesota Blades
- 2006 - Minneapolis Bandolier
- 2007 - Sirius Minnesota BK
- 2008 - Minnesota Blades
- 2009 - Minneapolis Bandolier
- 2010 - Minneapolis Bandolier
- 2011 - Minnesota Blades
- 2012 - Minneapolis Bandolier
- 2013 - Dynamo Duluth
- 2014 - Minneapolis Bandolier
- 2015 – Dinkytown Dukes
- 2016 - Minneapolis Bandolier
- 2017 - Dinkytown Dukes
- 2018 - Minneapolis Bandolier
- 2019 - Tonka Bay Bombers

### Fotnoter
1. ↑  ”American Bandy Association”. American Bandy Association. http://www.usabandy.com/page/show/604524-american-bandy-association. Läst 19 mars 2014.
2. ↑  Bandypuls: "Gunnar Fast tog bandyn till USA – nu har missionären gått bort" 21 August 2017 (in Swedish) Arkiverad 24 augusti 2017 hämtat från the Wayback Machine., retrieved 23 August 2017